# Джерджели, Василе
Ла́сло Васи́ле Джердже́ли (рум. Vasile László Gergely; род. 28 октября 1941, Бая-Маре, Марамуреш) — румынский футболист, играл на позиции полузащитника; участник чемпионата мира 1970 года.

## Биография

### Клубная карьера
Джерджели начинал карьеру в клубе «Бая-Маре», в котором играл в течение четырёх сезонов. В 1962 году стал игроком «Вииторула», в котором играл часть сезона. В 1963 году он стал игроком бухарестского «Динамо», с которым выиграл три чемпионских титула и два Кубка Румынии в 1964 и 1968 годах. В составе этой команды он сыграл семь сезонов, проведя 136 матчей в чемпионате страны.
В 1970 году Джерджели стал игроком берлинской «Герты», за которую играл два сезона. Самым знаменитым в его карьере стал матч с билефельдской «Арминией», который «Герта» проиграла 1:0. После этого в Германии разразился крупный скандал, связанный с договорными матчами. Согласно обвинениям, Джерджели и 14 других футболистов «Герты» должны были получить 15 тысяч немецких марок за поражение в этом матче.
В январе 1972 года он был пожизненно отстранён от футбола, но его апелляция не была удовлетворена. В том же году он переехал в ЮАР, где в течение одного сезона играл за «Дурбан Сити», в котором завершил игровую карьеру. В ноябре 1973 года Немецкий футбольный союз отменил пожизненную дисквалификацию и признал невиновными Джерджели и других игроков, замешанных в договорных матчах.

### Карьера в сборной
В составе сборной Румынии принимал участие в чемпионате мира 1970 года, где сыграл 10 минут в матче со сборной Чехословакии; матч завершился победой Румынии со счётом 2:1. Всего за сборную Румынии сыграл 36 матчей, в которых забил 2 гола.

## Достижения
«Динамо» (Бухарест)
- Чемпион Румынии (3) : 1962/63, 1963/64, 1964/65
- Обладатель Кубка Румынии (2) : 1963/64, 1967/68